# Nebuněčné organismy

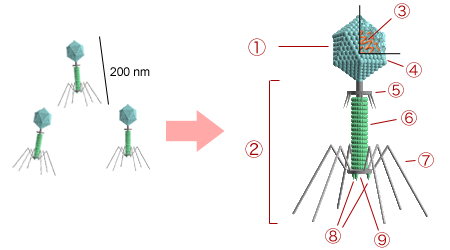
Typ viru – tzv. bakteriofág

Nebuněčné, respektive subcelulární organismy (Acytota syn. Aphanobionta) jsou různorodou skupinou struktur nacházejících se na pomezí živých a neživých systémů. Řadí se k nim viry, viroidy a virusoidy, případně i priony, pokud je lze považovat za organismy.

## Praorganismy
Praorganismy (Eobionta), někdy označované jako prabuňky jsou předpokládané primitivní živé soustavy, které vznikly z metabolonů během chemické evoluce. Obsahovaly zřejmě stavební bílkovinnou složku a látku s dědičnou informací. Měly jednoduchou látkovou výměnu a jednoduché rozmnožování a vývoj. Jaké však byly jejich konkrétní vlastnosti, zatím není známo. Na Zemi žily pravděpodobně před 4 miliardami let.

## Viry
Viry jsou nebuněčné organismy mající schopnost rozmnožování pouze v hostitelských buňkách. Jedná se o parazity rostlinných, živočišných i bakteriálních buněk (tzv. bakteriofágy). Mají velice jednoduchou strukturu, zahrnující jen dědičnou hmotu (DNA či RNA) obklopenou bílkovinným obalem (kapsida), někdy ještě zabalenou v membráně.
- DNA viry – nezhoubné, bradavice, opary, neštovice a infekční mononukleóza
- RNA viry – rýma, nachlazení, hepatitida B, chřipka, kočičí leukemie a AIDS